# Liste der Bürgermeister von Noardeast-Fryslân
Dies ist die Liste der Bürgermeister der Gemeinde Noardeast-Fryslân in der niederländischen Provinz Friesland seit ihrer Gründung am 1. Januar 2019.
| Bürgermeister | Bürgermeister   | Partei | Partei | Amtszeit  | Anmerkungen   |
| ------------- | --------------- | ------ | ------ | --------- | ------------- |
|               | Haijo Apotheker |        | D66    | 2019–2020 | kommissarisch |
|               | Johannes Kramer |        | FNP    | 2020–     | [ 2 ]         |